# Webb, Mississippi
Webb är en kommun (town) i Tallahatchie County i Mississippi. Vid 2010 års folkräkning hade Webb 565 invånare.